# 南房総みるく農業協同組合
南房総みるく農業協同組合（みなみぼうそうみるくのうぎょうきょうどうくみあい）は、かつて千葉県第2位の牛乳生産量を誇った酪農農業協同組合である。
千葉県南房総市上滝田に本所があり、同県鴨川市に工場がある。通称：南房総みるく農協。工場の名称は南房総みるく農業協同組合鴨川工場。この工場では南房総みるく農協の組合員が生産した生乳を加工し、販売していた。
千葉県南のスーパー等で販売されていた。
2004年4月に安房中央酪農協と合併し、更に2014年に7組織の再合併で千葉県みるく農業協同組合になっている。